# Ivica Ivušić
Ivica Ivušić, né le 1er février 1995 à Rijeka en Croatie, est un footballeur international croate qui évolue au poste de gardien de but au Hajduk Split.

## Biographie

### En club
Né à Rijeka en Croatie, Ivica Ivušić est formé par le club de sa ville natale, le HNK Rijeka, mais il rejoint très tôt le centre de formation de l'Inter Milan. Il fait ses débuts en professionnel en Serie C avec l'AC Prato, où il est prêté en 2014.
En août 2015, il fait son retour au pays et rejoint le NK Istra 1961. Il joue son premier match sous ses nouvelles couleurs le 8 novembre 2015 contre le Dinamo Zagreb. Il est titulaire et son équipe s'incline par un but à zéro.
En janvier 2018, il signe à l'Olympiakos mais il n'obtient jamais sa chance avec le club grec. En juin 2018, il fait son retour en Croatie en s'engageant avec le NK Osijek pour un contrat de quatre ans,.
Le 26 janvier 2023, lors du mercato hivernal, Ivica Ivušić rejoint le Paphos FC. Il signe un contrat courant jusqu'en mai 2026 et vient pour concurrence le titulaire au poste de gardien de but, l'autrichien Daniel Antosch (en),.
Avec Paphos il participe à deux matchs qualificatifs pour la phase de groupe de la Ligue Europa 2024-2025 contre l'IF Elfsborg. Son équipe est battue lors du match aller le 11 juillet 2024 (3-0) tout comme au retour le 18 juillet (2-5).

### En sélection
Ivica Ivušić représente l'équipe de Croatie des moins de 17 ans entre 2010 et 2011. Il joue au total quatre matchs avec cette sélection.
En août 2021, Ivica Ivušić est retenu pour la première fois par Zlatko Dalić, le sélectionneur de l'équipe nationale de Croatie pour les matchs de septembre. Le 1er septembre, il figure sur le banc des remplaçants contre la Russie (score : 0-0). Il honore finalement sa première sélection trois jours plus tard, contre la Slovaquie. Il est titulaire et garde sa cage inviolée lors de cette rencontre remportée par son équipe (0-1 score final). Ces rencontres rentrent dans le cadre des éliminatoires du mondial 2022.
Le 9 novembre 2022, il est sélectionné par Zlatko Dalić pour participer à la Coupe du monde 2022.
Le 20 mai 2024, il figure dans la liste des 26 joueurs croates retenus par Zlatko Dalić pour participer à l'Euro 2024.